# 正覚院 (岩手県岩手町)
正覚院（しょうがくいん）は、岩手県岩手郡岩手町にある天台宗の寺院。山号は北上山。詳しくは北上山新通法寺正覚院と称する。通称は御堂観音。

## 歴史
寺伝によれば大同2年（807年）、坂上田村麻呂が立木十一面観音を自ら刻んで安置して草創したといわれ、また八幡太郎義家が前九年の役の際にこの地に仏堂を建立し観音を安置したと伝えられている。この地が北上川の源にあたり、清水が湧出しているところから、古く人々が清水を守る神々を祀り、そこに仏堂が建立されて、観音像が安置されたものと思われ、起源は相当古いものと考えられる。平安時代に蝦夷地の開拓に際して、天台宗の僧侶などが下って開いたものと思われ、平安時代には既に堂が建てられ、堂守が住んでいた模様である。宝暦8年（1758年）、この堂が焼失すると、八幡太郎義家に由緒のある堂と言うことで、時の藩主が復興を作事奉行に命じて行わしめた。しかし、その堂も昭和43年（1968年）の雷火により焼失し、現在の堂は昭和45年（1970年）に再建されたものである。

### 弓弭（ゆはず）の泉
本堂右奥に所在。北上川の源として古くから知られている。天喜5年（1057年）、前九年の役のころ、源頼義、源義家父子がこの地を平定するために軍勢を進めていたところ、飲料水がなく、兵馬が苦しみ始めた。そこで天に拝して観音菩薩に念じながら、義家が持参の弓の「弓弭」で岩を突いたところ、清水が湧き出て、兵馬が喉を潤すことができたと伝えられている。その後、康平5年（1062年）、義家は無事に敵将安倍貞任を討つことができ、その帰りにここに堂を建立し、自分の頭髪の中に入れて戦ったという小さな観音像をここに安置したといわれている。これが「御堂観音」の由来とされている。その際寄進したという陣中釜は今も寺にあり、本堂の千手観音像は南部氏がこの地を領した際に守り本尊として護持し、現在に及んでいる。
泉は、北上川源泉地として、古来涸れることなく、北上川に注ぎ、人々から崇められてきたといわれている。

## 文化財
- 大杉 -　本堂脇にある。樹齢1200年といわれている。

## 札所
奥州観音霊場の第32番札所。

## 所在地
岩手県岩手郡岩手町大字御堂3-9

## 交通アクセス
- JR・IGRいわて沼宮内駅より岩手県北バス「中山行、吉ヶ沢行」で、御堂バス停下車。徒歩約20分。
- 滝沢ICから車で約30分.

## 近隣情報
- 御堂観音・北上川源泉